# Lagynochthonius exiguus
Lagynochthonius exiguus är en spindeldjursart som först beskrevs av Beier 1952.  Lagynochthonius exiguus ingår i släktet Lagynochthonius och familjen käkklokrypare. Inga underarter finns listade i Catalogue of Life.